# Maltypus spinosus
Maltypus spinosus es una especie de coleóptero de la familia Cantharidae.

## Distribución geográfica
Habita en Megalaya (India).